# Інтрагеосинкліналь
Інтрагеосинкліналь (рос. интрагеосинклиналь, англ. intrageosyncline, нім. Intrageosynklinale f) — прогин всередині геосинклінальної області, що відрізняється більшими потужностями відкладів у порівнянні з суміжними зонами (інтрагеоантикліналями)